# Линијски борбени поредак
Линијски борбени поредак је посебан облик борбеног поретка у којем су јединице постројаване у виду линије (једне или више). 
У пјешадији најчешће је имао двије или три линије на размаку 150-200 корака, свака линија је имала 3-6 врста у себи. Центар је заузимала пјешадија, крила коњица, тешка артиљерија је била иза прве линије или на крилима, а лака артиљерија на 20-30 метара испред међупростора пјешадијских батаљона. 
Линијски поредак се јавља почетком 18. вијека кад је ватрено оружје потпуно истиснуло копља, а требало је обезбиједити услове за слободну ватру стрелаца. У напад се кретало кораком, кроз ватру артиљерије до домета пушке. Тада долази до застанка и отварања ватре. Прва врста би тад клекла, а друга отворила ватру преко глава прве. Након дејства свих линија оружјем, полазило би се опет напријед, све до судара и борбе бајонетима.
Линијска тактика се напушта крајем 19. вијека јер су пушке већег домета и брзине ватре учиниле такву тактику потпуно непрактичном.
У ратној морнарици борбени поредак врсте и колоне називају се и линијска тактика. Уводи се почетком 17. вијека да омогући бродовима борбу топовима с бокова трупа. Овај начин употребе бродске артиљерије се одржао до Првог свјетског рата.